# أوليسس راموس
أوليسس راموس (بالإسبانية: Ulises Ramos)‏ (4 نوفمبر 1919 في تشيلي - 13 أغسطس 2002 بسانتياغو في تشيلي) هو لاعب كرة قدم تشيلي في مركز الهجوم. لعب مع نادي أونيفرسيداد دي تشيلي.

## وصلات خارجية
- أوليسس راموس على موقع ناشيونال فوتبول تيمز (الإنجليزية)